# 龙湖新村街道
龙湖街道，是中华人民共和国安徽省蚌埠市蚌山区下辖的一个乡镇级行政单位。

## 行政区划
龙湖街道下辖以下地区：
龙滨社区、迎湖社区和金滨社区。